# Catus (Lot)
Catus település Franciaországban, Lot megyében. Lakosainak száma 919 fő (2022. január 1.). Catus Boissières, Crayssac, Montgesty, Nuzéjouls, Saint-Denis-Catus, Saint-Médard, Thédirac és Uzech községekkel határos.

## Népesség
A település népességének változása:
| Lakosok száma | 653  | 775  | 807  | 917  | 899  | 881  | 860  | 896  | 914  | 919  |
|               | 1968 | 1982 | 1990 | 2006 | 2013 | 2015 | 2017 | 2019 | 2020 | 2022 |